# الغفار (أسماء الله الحسنى)
اسم الله الغفار من أسماء الله الحسني، هو من صيغ المبالغة، على وزن فعال، أي كثير المغفرة، كماً ونوعاً، وأصل المغفرة التغطية والستر.

## تعريف اسم الله الغفار

### لغة
‌‌‌(غ ‌ف ‌ر): غفر: الغَفُورُ الغَفّارُ، جَلَّ ثَنَاؤُهُ، وَهُمَا مِنْ أَبنية الْمُبَالَغَةِ وَمَعْنَاهُمَا السَّاتِرُ لِذُنُوبِ عِبَادِهِ الْمُتَجَاوِزُ عَنْ خَطَايَاهُمْ وَذُنُوبِهِمْ. يُقَالُ: اللهمَّ اغْفِرْ لَنَا مَغْفرة وغَفْراً وغُفْراناً، وَإِنَّكَ أَنت الغَفُور الغَفّار يَا أَهل المَغْفِرة. وأَصل الغَفْرِ التَّغْطِيَةُ وَالسَّتْرُ. غَفَرَ اللَّهُ ذُنُوبَهُ أَي سَتَرَهَا؛ والغَفْر: الغُفْرانُ. وَفِي الْحَدِيثِ: "كَانَ إِذَا خَرَجَ مِنَ الخَلاء قَالَ: غُفْرانَك"، وَقَدْ غَفَرَه يَغْفِرُه غَفراً: سَتَرَهُ. وَكُلُّ شَيْءٍ سَتَرْتَهُ، فَقَدْ غَفَرْته؛ وَتَقُولُ الْعَرَبُ: اصْبُغْ ثوبَك بالسَّوادِ فَهُوَ أَغْفَرُ لوَسَخِه أَي أَحْمَلُ لَهُ وأَغطى لَهُ. وَمِنْهُ: غَفَرَ اللَّهُ ذُنُوبَهُ أَي سَتَرَهَا. وغَفَرْتُ الْمَتَاعَ: جَعَلْتُهُ فِي الْوِعَاءِ. ابْنُ سِيدَهْ: غَفَرَ المتاعَ فِي الْوِعَاءِ يَغْفِرُه غَفْراً وأَغْفَرَه أَدخله وَسَتَرَهُ وأَوعاه؛ وَكَذَلِكَ غَفَرَ الشيبَ بالخِضاب وأَغْفَرَه؛ قَالَ:
(حَتَّى اكْتَسَيْتُ مِنَ المَشِيب عِمامةً … ‌غَفراءَ، ‌أُغْفِر ‌لَوْنُها ‌بِخِضابِ).
والغَفْرُ والمَغْفِرةُ: التَّغْطِيَةُ عَلَى الذُّنُوبِ والعفوُ عَنْهَا، وَقَدْ غَفَرَ ذَنْبَهُ يَغْفِرُه غَفْراً وغِفْرةً حَسَنة.

### اصطلاحا
‌قال الخطابي: الغَفارُ هُوَ الذي يَغْفِرُ ذُنُوْبَ عِبَادهِ مَرة بَعْدَ أخْرَى. كُلَّماْ تَكَررَتِ التوْبَةُ فِيَ الذنْب مِنَ العَبْد تَكَررَتِ المَغْفِرَةُ. كَقُوْلهِ -سُبْحَانَهُ-: ﴿وَإني لَغَفَار لِمَنْ تَابَ وَآمَنَ وَعَمِلَ صَالِحاً ثم اهْتَدَى﴾، وَأصْلُ الغَفْرِ في اللغَةِ: السِّتْرُ وَالتغْطِيَةُ، وَمُنْهُ قِيْلَ لِجُنَّةِ الرأسِ: المِغْفَرُ، وَبِهِ سُميَ زئْبَرُ الثوب غَفْرَاً وَذَلِكَ لأنهُ يسْتر سَدَاهُ؛ فَالغَفارُ: الستارُ لِذُنُوبِ عِبَادِهِ، والمُسدِلُ عَلَيْهِمْ ثَوْبَ عَطْفِهِ ورَأفَتِهِ. وَمَعْنَى الستْر في هَذَا أنهُ لَا يَكْشِفُ أمْرَ العَبْدِ لِخَلْقِهِ وَلَا يهْتِكُ سِتْرَهُ بِالعُقُوبةِ التي تَشْهَرُهُ فِي عيُونِهمْ.
وقال ابن منده محمد بن إسحاق: ‌‌ومن أسماء الله عز وجل: "الغفور والغافر والغفّار"، قال الله عز وجل: ﴿غافِرِ الذَّنْبِ﴾ ، وقال: ﴿وَإِنِّي لَغَفّارٌ لِمَنْ تابَ وَآمَنَ﴾ ، قال أهل التأويل: معناه واحد وهو الستار والعفو: التغطية على الشيء ومنه المِغْفَر.
وقَالَ الحليمي: الْغَفَّارُ وَهُوَ الْمُبَالِغُ فِي السِّتْرِ فَلَا يُشَهِّرُ الذَّنْبَ لَا فِي الدُّنْيَا وَلَا فِي الْآخِرَةِ.
وقال البيهقي: الْغَفَّارُ وَهُوَ الْمُرِيدُ لِإِزَالَةِ الْعُقُوبَةِ بَعْدَ الِاسْتِحْقَاقِ.
وقال أبو حامد الغزالي: الْغَفَّارُ: هُوَ الَّذِي أظهر الْجَمِيل وَستر الْقَبِيح والذنُوب من جملَة القبائح الَّتِي سترهَا بإسبال السّتْر عَلَيْهَا فِي الدُّنْيَا والتجاوز عَن عقوبتها فِي الْآخِرَة والغفر هُوَ السّتْر.
وَأول ستره على العَبْد أَن جعل مقابح بدنه الَّتِي تستقبحها الْأَعْين مستورة فِي بَاطِنه مغطاة بِجَمَال ظَاهره فكم بَين بَاطِن العَبْد وَظَاهره فِي النَّظَافَة والقذارة وَفِي الْقبْح وَالْجمال فَانْظُر مَا الَّذِي أظهره وَمَا الَّذِي ستره.
وستره الثَّانِي أَن جعل مُسْتَقر خواطره المذمومة وإرادته القبيحة سر قلبه حَتَّى لَا يطلع أحد على سره وَلَو انْكَشَفَ لِلْخلقِ مَا يخْطر بِبَالِهِ فِي مجاري وسواسه وَمَا ينطوي عَلَيْهِ ضَمِيره من الْغِشّ والخيانة وَسُوء الظَّن بِالنَّاسِ لمقتوه، بل سعوا فِي تلف روحه وأهلكوه فَانْظُر كَيفَ ستر عَن غَيره أسراره وعوراته.

## وروده في القرآن الكريم
ذُكر في القرآن الكريم خمس مرات منها قوله تعالي:﴿رَبُّ السَّمَاوَاتِ وَالْأَرْضِ وَمَا بَيْنَهُمَا الْعَزِيزُ الْغَفَّارُ ۝٦٦﴾ ، وقوله:﴿فَقُلْتُ اسْتَغْفِرُوا رَبَّكُمْ إِنَّهُ كَانَ غَفَّارًا ۝١٠ يُرْسِلِ السَّمَاءَ عَلَيْكُمْ مِدْرَارًا ۝١١ وَيُمْدِدْكُمْ بِأَمْوَالٍ وَبَنِينَ وَيَجْعَلْ لَكُمْ جَنَّاتٍ وَيَجْعَلْ لَكُمْ أَنْهَارًا ۝١٢﴾ ، أما اسم الغفور فقد ورد في القرآن الكريم أكثر من تسعين مرة.

## وروده في السنة النبوية
- روي أن رسولُ اللهِ ﷺ كان إذا تضَوَّرَ مِنَ الليلِ قال:«لا إلهَ إلا اللهُ الواحدُ القهارُ ربُّ السماواتِ والأرضِ وما بينَهُما العزيزُ الغفارُ»[11]

## الغفار، الغفور، الغافر
الغفور والغفار قريبان في المعنى من بعضهما، لكن الغفار أبلغ من الغفور، الغفور من يغفر الذنوب العظام، أما «الغفار» من يغفر الذنوب الكثيرة، الغفور للذنوب العظام، أما «الغفار» للذنوب الكثيرة. ، أما الغافر فهو اسم فاعل والغفار والغفور هما صيغ مبالغة.

## معنى المغفرة
الغفر والغفران في اللغة: الستر، وكل شيء سترته فقد غفرته، والمغفرة من الله –عز وجل- ستره للذنوب، وعفوه عنها بفضله ورحمته.
- قال الزجَّاج: معنى الغفر في حق الله سبحانه: هو الذي يستر ذنوب عباده، ويغطيهم بستره[14]
- وقال الحليمي: الغافر هو الذي يستر على المذنب، ولا يؤاخذه فيشهره ويفضحه، وأما الغفور فهو الذي يكثر منه الستر على المذنبين من عباده، ويزيد عفوه على مؤاخذته.[15]